# نفاج (نبات)
النفاج أو الحَيْهَلة أو القُبَّبْعَة (باللاتينية: Carrichtera) جنس نباتي يتبع الفصيلة الصليبية ويضم نوعاً واحدا  موطنه الوطن العربي (في الجزيرة العربية والمشرق والمغرب ومصر) وبعض مناطق حوض البحر الأبيض المتوسط.